# Fukai Mori
«Fukai Mori» (深い森 «Bosque Profundo»?) es el décimo sencillo lanzado por la banda de origen japonés Do As Infinity en el 2001. Fukai Mori fue parte de la banda sonora de la serie de anime InuYasha, siendo esta el segundo Ending de la serie, y es el sencillo con mejores ventas de Do As Infinity.

## Canciones
1. «Fukai Mori» (深い森?)
2. «Tsubasa no Keikaku» (翼の計画?)
3. «Fukai Mori» (Instrumental)
4. «Tsubasa no Keikaku» (Instrumental)

## Posición en las listas
| Lista  | Posición | Tiempo en las listas |
| ------ | -------- | -------------------- |
| Oricon | 5        | 9 semanas            |